# Produkcja półprzewodników

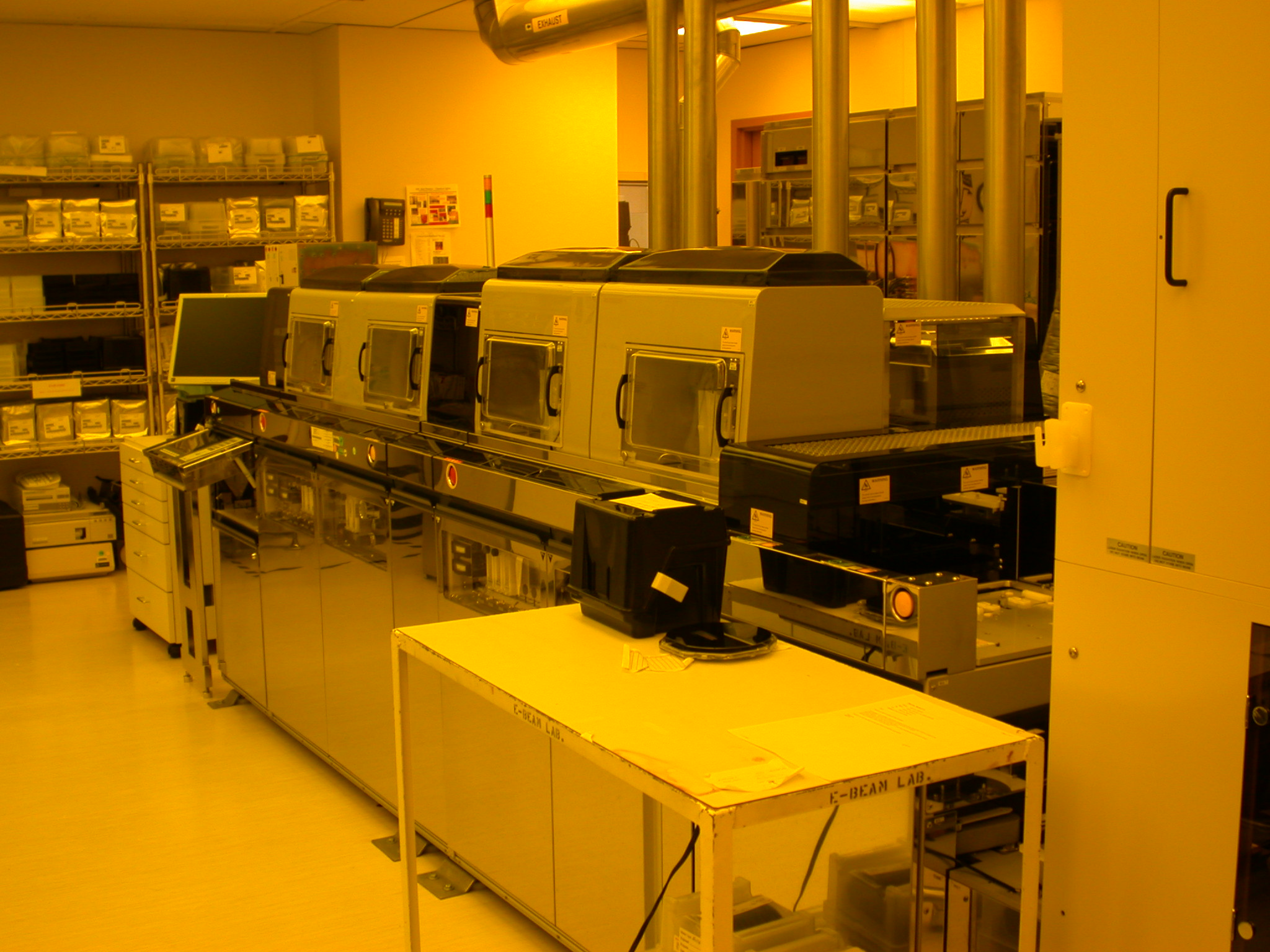
Zakład produkcyjny przyrządów półprzewodnikowych w HP Labs

Produkcja półprzewodników – proces wykorzystywany do wytwarzania przyrządów półprzewodnikowych, zazwyczaj układów scalonych, takich jak mikroprocesory, mikrokontrolery i pamięci (takie jak pamięć RAM i pamięć flash). Jest to wieloetapowy proces fotolitograficzny i fizykochemiczny (obejmujący takie etapy, jak utlenianie termiczne, osadzanie cienkich warstw, implantacja jonów, trawienie), podczas którego na płytce, prawie zawsze krzemowej, zwykle wykonanej z czystego monokrystalicznego materiału półprzewodnikowego, stopniowo tworzą się układy elektroniczne.
Proces produkcyjny odbywa się w wysoce wyspecjalizowanych fabrykach półprzewodników, zwanych także foundry lub fab, przy czym centralną część stanowi clean room. W bardziej zaawansowanych procesach produkcji, takich jak nowoczesne 14/10/7 nm produkcja może trwać do 15 tygodni, przy czym średnia w branży wynosi 11–13 tygodni. Produkcja w zaawansowanych zakładach produkcyjnych jest całkowicie zautomatyzowana, a transport płytek krzemowych z maszyny do maszyny odbywa się za pomocą zautomatyzowanych systemów obsługi materiałów.
Do firm produkujących maszyny wykorzystywane w procesie wytwarzania półprzewodników przemysłowych zaliczają się ASML, Applied Materials, Tokyo Electron i Lam Research.

## Wymiar charakterystyczny
Wymiar charakterystyczny (ang. feature size) jest definiowany jako najmniejsza szerokość linii jaką można uzyskać w procesie produkcji.
Każda nowoczesna generacja procesów wytwarzania półprzewodników jest definiowana przez minimalny wymiar charakterystyczny podawany w nanometrach (historycznie w mikrometrach) dla długości bramki tranzystora np. technologia produkcji 22 nm.
Początkowo długość bramki tranzystora była mniejsza niż to by wynikało z technologii produkcji jednak ten trend się odwrócił w 2009. Wymiar charakterystyczny może nie mieć odzwierciedlenia do wartości ogłaszanej w przekazach medialnych. Dla przykładu, technologia produkcji 10 nm Intela posiada tranzystory FinFET z kanałem o szerokości 7 nm, więc technologia 10 nm Intela jest podobna do technologii 7 nm TSMC. Jako inny przykład, technologie produkcji 14 nm i 12 nm od GlobalFoundries posiadają zbliżone wartości wymiaru charakterystycznego.

## Lista kroków
Poniżej jest przedstawiona lista technik, które są używane w konstrukcji nowoczesnego urządzenia elektronicznego. Lista ta niekoniecznie oznacza konkretną kolejność, czy też ilość aplikacji danej techniki. Procesy te są wykonywane po zaprojektowaniu układu scalonego.
- Przetwarzanie wafli (zwane też jako front-end)[13][14]:
  - Czyszczenie na mokro
    - Czyszczenie z rozpuszczalnikami jak aceton, trichloroeten czy woda ultra-czysta
    - Roztwór pirania
    - Czyszczenie RCA(inne języki)
    - Czyszczenie przez wirowanie[15]

  - Pasywacja powierzchni
  - Fotolitografia
  - Maskowanie(inne języki)
  - Implantacja jonów
  - Trawienie (ang. etching)[16]
  - Chemiczne osadzanie z fazy gazowej (CVD)
    - Epitaksja z fazy gazowej z użyciem związków metaloorganicznych (MOCVD), używane w diodach LED

  - Osadzanie warstw atomowych (ALD)
  - Fizyczne osadzanie z fazy gazowej (PVD)
  - Epitaksja[17][18]
  - Osadzanie wspomagane wiązką jonów (ang. ion beam deposition, IBD)[19]
  - Usuwanie fotorezystu plazmą(inne języki)[20]
  - Zabiegi termiczne
  - Galwanostegia (ang. electrochemical deposition, ECD)
  - Polerowanie chemiczno-mechaniczne(inne języki) (ang. chemical-mechanical polishing, CMP)
  - Testowanie wafla(inne języki)
- Przygotowanie chipu
  - Łączenie wafli
  - Cięcie
- Pakowanie układu scalonego
  - Wykonywane są połączenia struktury z wyprowadzeniami zewnętrznymi za pomocą drucików aluminiowych lub złotych
- Testowanie układu scalonego